# Querô (filme)
Querô é um filme de drama brasileiro de 2007, dirigido por Carlos Cortez e com roteiro baseado no romance Querô, uma Reportagem Maldita, de Plínio Marcos. Estrelado por Maxwell Nascimento como um adolescente abandonado que, após a morte da mãe, sobrevive sozinho em uma região violenta. O elenco conta ainda com as atuações de Leandro Carvalho, Eduardo Chagas, Milhem Cortaz e Aílton Graça nos papéis coadjuvantes e com as participações especiais de Maria Luísa Mendonça e Ângela Leal.
Querô teve sua estreia mundial em novembro de 2006 no Festival de Cinema de Brasília e foi lançado nos cinemas do Brasil em 14 de setembro de 2007 pela Downtown Filmes. O filme obteve uma recepção positiva pela crítica especializada, que ressaltou a qualidade técnica e a direção do filme, bem como a performance do elenco. Apesar do sucesso crítico, o filme não alcançara a mesma alcunha comercialmente, registrando um público de cerca de 20 mil espectadores e R$ 144 mil em bilheteria acumulada.
O desempenho de Maxwell Nascimento como Querô foi amplamente elogiado pela crítica, rendendo ao ator prêmios importantes, como no Festival de Brasília e no Cine Ceará. No 13° Prêmio Guarani, concedido pela crítica cinematográfica do país, o filme recebeu três nomeações, incluindo Melhor Ator Coadjuvante para Milhem Cortaz, Melhor Revelação para Maxwell Nascimento e Melhor Roteiro Adaptado. Maria Luísa Mendonça recebeu o prêmio de Melhor Atriz Coadjuvante no Prêmio Fiesp/Sesi de Cinema, além de ter sido indicada como Melhor Atriz de Cinema no Prêmio Qualidade Brasil.

## Sinopse
Criado em meio às adversidades de Santos, Querô (Maxwell Nascimento) é filho de uma prostituta, Alzira (Maria Luísa Mendonça), que tirou a própria vida. Seu universo é marcado pelas sombras do cais do porto, pelos bares e prostíbulos, onde encontra amparo nos rincões do submundo da cidade. Órfão e desprovido de recursos, ele zela por sua dignidade, um bem precioso em sua vida. Em uma tentativa de ganhar dinheiro em um assalto, Querô acaba sendo traído pelos companheiros e é preso pela polícia. Na Febem, é submetido a todo tipo de humilhação, perdendo gradativamente sua honra, sua identidade e sua masculinidade. Neste ambiente hostil, ele luta para preservar sua integridade em meio à crueldade da vida na prisão.

## Elenco
- Maxwell Nascimento como Geronimo da Piedade (Querô)
- Maria Luísa Mendonça como Alzira da Piedade
- Milhem Cortaz como Sr. Edgar
- Aílton Graça como Brandão
- Ângela Leal como Violeta
- Giulio Lopes como Delegado
- Sílvia Lourenço como 'Autoridade'
- Nando Cunha como enfermeiro
- Nanda Costa como prostituta 3

## Produção

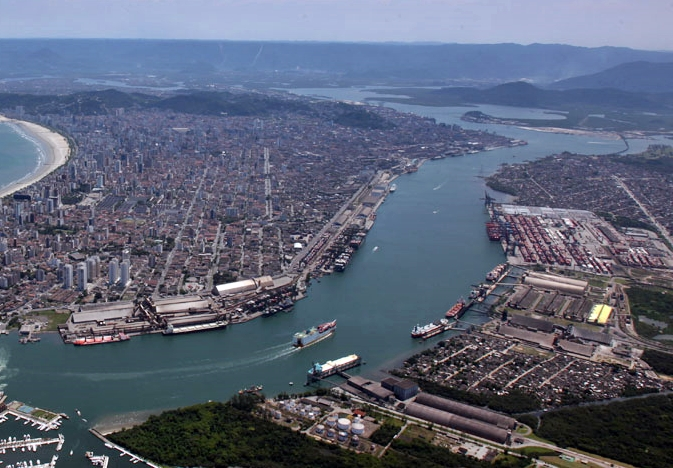
As filmagens ocorreram no Porto de Santos, o mais movimentado da América Latina.

Inicialmente, o cineasta tinha o desejo de documentar a trajetória notável de Plínio Marcos no teatro brasileiro, mas o próprio escritor recusou a ideia, preferindo que isso acontecesse após sua morte. Carlos Cortez então pediu permissão para adaptar Querô, uma Reportagem Maldita e começou a desenvolver o roteiro. Mesmo após a morte de Plínio Marcos em 1999, Cortez persistiu na busca por financiamento para o projeto, que foi concluído com um orçamento de R$ 3,5 milhões.
Ele contou com o apoio criativo de Fernando Meirelles e Bráulio Mantovani, diretor e roteirista de Cidade de Deus, respectivamente, que o aconselharam a não se prender ao roteiro para garantir autenticidade. Em 2005, Cortez rodou o filme no porto de Santos, onde Plínio Marcos ambientou a história. Ele destaca a importância de retratar na tela jovens que vivenciam aquele universo, transformando-os em artistas reconhecidos pela comunidade. Embora seu trabalho tenha sido comparado a Pixote, a Lei do Mais Fraco, de Héctor Babenco, Cortez evita influências diretas, buscando uma abordagem autêntica e pessoal.

### Escolha do elenco
A Gullane declarou que o processo de seleção de atores locais para as filmagens teve início há oito meses, com o apoio da Secretaria de Ação Comunitária e Cidadania (Seac). Este processo envolveu jovens de comunidades carentes da Zona Noroeste, da Associação de Cortiços do Centro e do projeto Arte no Dique. Essa abordagem é semelhante ao método utilizado na seleção dos atores de Cidade de Deus e Central do Brasil. O elenco, composto por 45 adolescentes, foi selecionado em um rigoroso processo coordenado por Luiz Mário Vicente. Maxwell Nascimento, protagonista do filme, foi escolhido por sua intensidade e doçura, características cruciais para o personagem.

## Lançamento
Querô foi exibido oficialmente pela primeira vez no Festival de Cinema de Brasília, em novembro de 2006, onde despontou como uma grande surpresa no circuito de produções nacionais do ano, alcançando elogios da crítica e quatro estatuetas do Troféu Candango. Com a repercussão de seu lançamento em Brasília, despontou em outros festivais nacionais e internacionais. Foi exibido com êxito no Mostra de Cinema de Tiradentes, em Minas Gerais, em janeiro de 2007, onde foi feito um convite público para participar do Festival de Cinema Latino-Americano de Toulouse, na França. No entanto, o diretor disse que não seria possível participar do festival por ambicionar exibir a obra no Festival de Cannes, o qual seleciona apenas filmes inéditos no país. A exibição em Cannes não ocorreu e em 7 de março de 2007 esteve em Toulouse.
Em maio de 2007, foi selecionado para o 14° Festival de Cinema e Vídeo de Cuiabá, onde faturou seis prêmios. Em junho de 2007, participou da mostra oficial de filmes do 17° Cine Ceará, em Fortaleza, festival em que se saiu como o grande vencedor da cerimônia de premiação. Comercialmente, foi lançado nos cinemas do Brasil em 14 de setembro de 2007 pela Downtown Filmes. Em 6 de setembro de 2009 foi exibido na Argentina pelo Buenos Aires Festival of Film for Children and Youth.[carece de fontes?]

## Recepção

### Bilheteria
De acordo com dados da Agência Nacional do Cinema (Ancine), Querô foi exibido em 18 salas de cinemas em seu lançamento original, em 2004, sendo assistido por 20.178 espectadores. Ao todo, a renda acumulada em seu período de exibição foi de R$ 144.823,00.

### Resposta da crítica
O filme teve uma recepção positiva entre a crítica especializada, destacando-se em festivais nacionais, como em Brasília, Cuiabá e no Cine Ceará. Marcelo Hessel, crítico do website Omelete, discute sobre o filme, destacando que desde o início o destino de "Querô" parece estar selado, e o diretor Carlos Cortez não suaviza essa trajetória. Cortez, em sua estreia em longa-metragem, adota uma abordagem visual intensa, com uma câmera agitada que acompanha de perto os personagens, destacando detalhes o tempo todo. Essa abordagem direta reforça a brutalidade do universo retratado por Plínio Marcos.
No entanto, em meio a esse caos, destaca-se paradoxalmente "Querô", o protagonista. Hessel elogia o desempenho de Maxwell Nascimento, que consegue se destacar mesmo diante do tumulto, emergindo como uma grande revelação. Apesar das adversidades, Nascimento consegue trazer profundidade ao seu personagem. Essa habilidade do ator ressalta a qualidade da preparação de elenco no cinema brasileiro recente, mesmo em um cenário onde o país parece estar em constante desarranjo.
Cléber Eduardo, do website Cinética, escreveu: "Amparado pela aparentemente trabalhosa produção de Fabio e Caio Gullane, que demonstram aqui abertura para propostas de maior contundência, Cortez tem a seu favor um elenco de rapazes com fúria cênica, que dominam os palavrões e gírias, de forma sempre naturalista, crescendo na imagem quando fixam na câmera seus olhares rípidos, prontos para matar ou morrer. Ainda entre as interpretações, é preciso reverenciar, sem economia, o magnetismo de Ângela Leal, que, em três ou quatro momentos nos quais entra em quadro, deixa sua marca com um vozeirão dilacerante. Em um filme pontuado pela caça às revelações jovens – e elas acontecem anualmente no cinema da geração estreada em longas nos últimos 10 anos -, uma veterana revela-se ainda altiva e potente".
Diego Benevides, crítico do website Cinema com Rapadura, aponta alguns pontos de incômodo no filme, como o uso repetitivo de flashbacks e momentos dramáticos que não são completamente eficazes. Ele também menciona a profusão de palavrões, embora não seja algo que prejudique gravemente a história. No entanto, Benevides elogia os recursos estéticos e a direção de fotografia, destacando o potencial do diretor Carlos Cortez, que mesmo em seu primeiro trabalho em longa-metragem demonstra habilidade e pode se tornar um nome importante no cenário nacional. Ele sugere que Querô tem potencial para se tornar um dos grandes filmes brasileiros do ano, pela sua abordagem da história de um jovem que se desviou do caminho certo, sem cair no heroísmo exagerado tão comum em algumas produções do gênero.

### Prêmios e indicações
| Ano  | Associações                                     | Categoria                | Recipiente(s)                                     | Resultado | Ref.   |
| ---- | ----------------------------------------------- | ------------------------ | ------------------------------------------------- | --------- | ------ |
| 2006 | Festival de Cinema de Brasília                  | Melhor Ator              | Maxwell Nascimento                                | Venceu    | [ 15 ] |
| 2006 | Festival de Cinema de Brasília                  | Melhor Roteiro           | Carlos Cortez, Bráulio Mantovani e Luiz Bolognesi | Venceu    | [ 15 ] |
| 2006 | Festival de Cinema de Brasília                  | Melhor Direção de Arte   | Frederico Pinto                                   | Venceu    | [ 15 ] |
| 2006 | Festival de Cinema de Brasília                  | Melhor Som               | Louis Robin                                       | Venceu    | [ 15 ] |
| 2007 | Cine Ceará - Festival Ibero-americano de Cinema | Melhor Filme             | Querô                                             | Venceu    | [ 16 ] |
| 2007 | Cine Ceará - Festival Ibero-americano de Cinema | Melhor Ator              | Maxwell Nascimento                                | Venceu    | [ 16 ] |
| 2007 | Cine Ceará - Festival Ibero-americano de Cinema | Melhor Edição            | Paulo Sacramento                                  | Venceu    | [ 16 ] |
| 2007 | Festival de Cinema e Vídeo de Cuiabá            | Melhor Filme             | Querô                                             | Venceu    | [ 6 ]  |
| 2007 | Festival de Cinema e Vídeo de Cuiabá            | Melhor Direção           | Carlos Cortez                                     | Venceu    | [ 6 ]  |
| 2007 | Festival de Cinema e Vídeo de Cuiabá            | Melhor Ator              | Maxwell Nascimento                                | Venceu    | [ 6 ]  |
| 2007 | Festival de Cinema e Vídeo de Cuiabá            | Melhor Roteiro           | Carlos Cortez, Bráulio Mantovani e Luiz Bolognesi | Venceu    | [ 6 ]  |
| 2007 | Festival de Cinema e Vídeo de Cuiabá            | Melhor Direção de Arte   | Frederico Pinto                                   | Venceu    | [ 6 ]  |
| 2007 | Festival de Cinema e Vídeo de Cuiabá            | Melhor Produção          | Caio Gullane, Fabiano Gullane e Débora Ivanov     | Venceu    | [ 6 ]  |
| 2007 | Prêmio Qualidade Brasil                         | Melhor Filme             | Querô                                             | Indicado  |        |
| 2007 | Prêmio Qualidade Brasil                         | Melhor Direção           | Carlos Cortez                                     | Indicado  |        |
| 2007 | Prêmio Qualidade Brasil                         | Melhor Atriz             | Maria Luísa Mendonça                              | Indicada  |        |
| 2007 | Prêmio Qualidade Brasil                         | Melhor Ator Coadjuvante  | Milhem Cortaz                                     | Indicado  |        |
| 2007 | Prêmio Qualidade Brasil                         | Melhor Ator Revelação    | Maxwell Nascimento                                | Indicado  |        |
| 2008 | Prêmio Fiesp/Sesi-SP do Cinema Paulista         | Melhor Atriz Coadjuvante | Maria Luísa Mendonça                              | Venceu    | [ 17 ] |
| 2008 | Prêmio Guarani de Cinema Brasileiro             | Melhor Ator Coadjuvante  | Milhem Cortaz                                     | Indicado  | [ 18 ] |
| 2008 | Prêmio Guarani de Cinema Brasileiro             | Melhor Revelação         | Maxwell Nascimento                                | Indicado  | [ 18 ] |
| 2008 | Prêmio Guarani de Cinema Brasileiro             | Melhor Roteiro Adaptado  | Carlos Cortez, Bráulio Mantovani e Luiz Bolognesi | Indicado  | [ 18 ] |